# Rock Dust Light Star
Rock Dust Light Star è il settimo album dei Jamiroquai pubblicato il 1º novembre 2010.

## Tracce[8]
1. Rock Dust Light Star - 4:42
2. White Knuckle Ride - 3:35
3. Smoke and Mirrors - 4:31
4. All Good in the Hood - 3:37
5. Hurtin' - 4:18
6. Blue Skies - 3:53
7. Lifeline - 4:40
8. She's a Fast Persuader - 5:18
9. Two Completely Different Things - 4:26
10. Goodbye to My Dancer - 4:07
11. Never Gonna Be Another - 4:08
12. Hey Floyd - 5:08

### Bonus track nella Deluxe Edition
1. All Good in the Hood (versione acustica) - 3:40
2. Angeline - 3:30
3. Hang It Over - 4:51
4. Rock Dust Light Star (live at Paleo) - 5:43
5. White Knuckle Ride (Alan Braxe remix) - 3:18
6. Blue Skies (Fred Falke remix) - 4:08

## Classifiche
| Classifica (2010)              | Posizione massima |
| ------------------------------ | ----------------- |
| Australia                      | 13                |
| Austria                        | 6                 |
| Belgio (Fiandre)               | 19                |
| Belgio (Vallonia)              | 10                |
| Danimarca                      | 18                |
| Finlandia                      | 22                |
| Francia                        | 2                 |
| Germania                       | 7                 |
| Giappone                       | 7                 |
| Italia                         | 3                 |
| Paesi Bassi                    | 1                 |
| Polonia                        | 15                |
| Portogallo                     | 23                |
| Regno Unito                    | 7                 |
| Spagna                         | 9                 |
| Stati Uniti (dance/electronic) | 17                |
| Svezia                         | 23                |
| Svizzera                       | 2                 |